# 1704 год в музыке

## События
- Немецкий композитор Иоганн Кристоф Пепуш переезжает в Лондон.
- Антонио Вивальди становится дирижёром оркестра и руководителем концертов (итал. maestro de concerti) в венецианской церкви Ла Пьета.
- Иоганн Якоб Бах стал гобоистом в армии шведского короля Карла XII, вдохновив своего брата Иоганна Себастьяна Баха написать «Каприччио на отъезд возлюбленного брата» BWV 992.
- Немецкий поэт и либреттист Кристиан Фридрих Хунольд написал либретто одной из первых протестантских страстных ораторий «Истекающий кровью и умирающий Иисус» (нем. Der blutige und sterbende Jesus).
- 5 декабря — Во время одного из премьерных спектаклей оперы Иоганна Маттезона «Несчастная Клеопатра» происходит бурная ссора между композитором и его другом Георгом Фридрихом Генделем, которая переросла в дуэль (по другим данным в драку.[1]

## Классическая музыка
- Райнхард Кайзер — страстная оратория «Истекающий кровью и умирающий Иисус» (нем. Der blutige und sterbende Jesus).
- Иоганн Себастьян Бах — кантата «К Тебе, Господи, возношу душу мою» (нем. Nach dir, Herr, verlanget mich), BWV 150.
- Томазо Альбинони — Op. 4, 6 Sonates da chiesa for violin & B.C.

## Опера
- Иоганн Маттезон — «Несчастная Клеопатра» (нем. Die unglückselige Cleopatra).
- Карло Франческо Поллароло (итал. Carlo Francesco Pollarolo) — Irene (переделана Доменико Скарлатти для исполнения в Неаполе).

## Родились
- 7 мая — Карл Генрих Граун, немецкий композитор и певец (умер 8 августа 1759).
- 11 июня — Жозе Антониу Карлуш де Сейшаш (порт. José António Carlos de Seixas), португальский органист и композитор (умер 25 августа 1742).
- 2 октября — Франтишек Тума (чеш. František Tůma), чешский барочный органист и композитор (умер 30 января 1774).
- 31 декабря — Карл Готхельф Герлах (нем. Carl Gotthelf Gerlach), немецкий органист, музыкальный руководитель лейпцигской Нойекирхе с 1729 до своей смерти (умер 9 июля 1761).

Вероятно — Клод Паризо (фр. Claude Parisot), французский органостроитель (умер 3 марта 1784).

## Умерли
- 7 февраля — Леди Мэри Деринг (англ. Lady Mary Dering), английский композитор (родилась 3 сентября 1629).
- 23 февраля — Георг Муффат, немецкий композитор и органист эпохи барокко, выходец из Савойи (родился 1 июня 1653).
- 24 февраля — Марк-Антуан Шарпантье, французский композитор и певец (родился в 1643).
- 25 февраля — Изабелла Леонарда, итальянская аббатиса и композитор церковной музыки (родилась 6 сентября 1620).
- 11 апреля (похоронен) — Георг Кристоф Штратнер (нем. Georg Christoph Strattner), немецкий музыкант и композитор духовной музыки, друг и коллега И. С. Баха в Люнебурге (родился в 1644 или 1645).
- 3 мая — Генрих Игнац Франц фон Бибер, австрийский композитор и скрипач родом из Богемии (родился 12 августа 1644).
- 6 сентября — Франческо Провенцале (итал. Francesco Provenzale), итальянский композитор эпохи барокко и педагог (родился 15 сентября 1624).
- 2 ноября — Иоганн Якоб Вальтер (нем. Johann Jakob Walther), немецкий скрипач и композитор (родился в 1650).
- 16 ноября — Шиккадевараджа Вадияр (Chikkadevaraja Wodeyar), правитель княжества Майсур, композитор и теоретик музыки (родился 22 сентября 1673).[2]

Дата неизвестна — Селим I Герай, крымский хан, известный также как поэт и музыкант (родился в 1631).